# Władysław Janik (1920–1996)
Władysław Janik (ur. 23 stycznia 1920 w Smogorzowie, zm. 4 listopada 1996) – polski cieśla górniczy i działacz socjalistyczny, poseł na Sejm PRL V i VI kadencji.

## Życiorys
Uzyskał wykształcenie podstawowe. Podczas II wojny światowej wywieziono go na roboty przymusowe do Niemiec. Od 1946 pracował jako kierowca w Busku-Zdroju. W 1949 został palaczem kotłowym Przetwórni Owocowo-Warzywnej. Następnie, po przeszkoleniu, był majstrem produkcji, zaś w latach 1952–1953 kierownikiem produkcji. W 1953 przeniósł się ze względów rodzinnych do Chrzanowa. Tam pracował kolejno jako ślusarz, maszynista wyciągarki i cieśla w Kopalni Rud Cynkowych „Chrzanów”.
W latach 1946–1952 należał do Związku Młodzieży Socjalistycznej, a od 1952 do Polskiej Zjednoczonej Partii Robotniczej, w której pełnił funkcje sekretarza podstawowej organizacji partyjnej, członka egzekutywy Komitetu Powiatowego i przewodniczącego Powiatowej Komisji Kontroli Partyjnej. W 1971 zasiadł w Komitecie Wojewódzkim PZPR w Krakowie.
Pełnił funkcje przewodniczącego Miejskiej Rady Narodowej w Chrzanowie i członka prezydium Powiatowej Rady Narodowej. W 1969 i 1972 uzyskiwał mandat posła na Sejm PRL w okręgu Chrzanów. przez dwie kadencje zasiadał w Komisji Budownictwa i Gospodarki Komunalnej, ponadto w trakcie V kadencji zasiadał w Komisji Oświaty i Nauki.
Został pochowany na cmentarzu parafialnym w Chrzanowie.

## Odznaczenia
- Krzyż Kawalerski Orderu Odrodzenia Polski
- Złoty Krzyż Zasługi
- Srebrny Krzyż Zasługi
- Brązowy Krzyż Zasługi
- Odznaka 1000-lecia Państwa Polskiego